# 馬蒂 (東達沃省)
馬蒂市（英語：Mati）是菲律賓東達沃省省會，也是東達沃省唯一的城市，位於棉蘭老島的東南部海岸。根據2010年人口普查資料顯示，馬蒂市人口有12萬6千143人口。馬蒂市總面積為588.63平方公里。

## 教區
- 天主教馬蒂教區